# Jacques Rancière

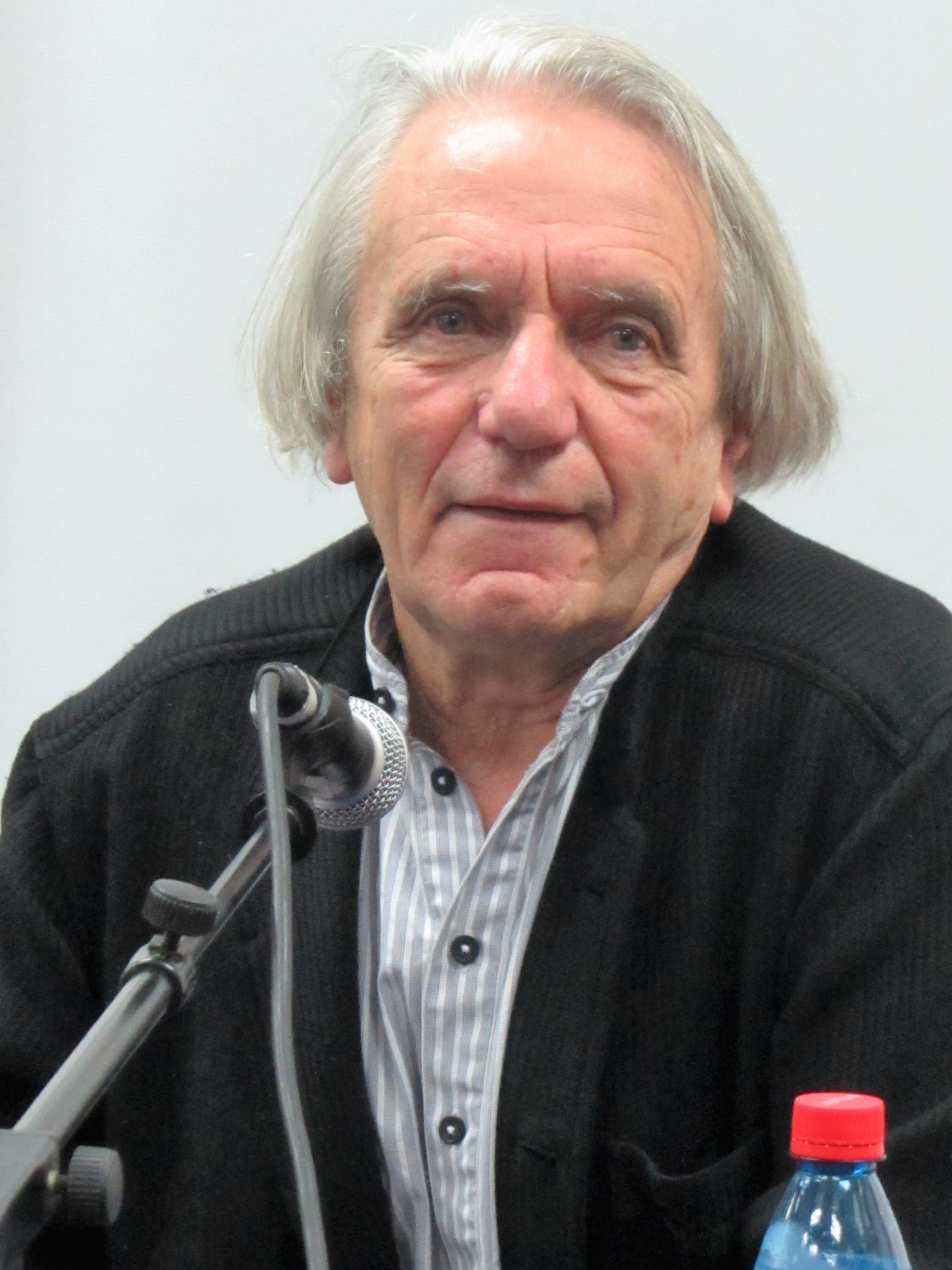
Jacques Rancière egy 2014-es konferencián.

Jacques Rancière (Algír, 1940. június 10. –) francia filozófus, esztéta. Az European Graduate School filozófia professzora és az University of Paris VIII. professor emeritusa. Művei emancipációs politikával, esztétikával, illetve politika és esztétika viszonyával foglalkoznak.

## Élete és munkássága
Jacques Rancière 1960 és 1965 között a párizsi Ecole Normale Supérieure-ön tanult, ahol a diploma dolgozatát a fiatal Karl Marx munkásságából írja. 1964-ben jelentkezett Louis Althusser tanulókörébe. Az 1968-ban megjelent Lire "Le Capital" könyv egyik társszerzőjeként válik nemzetközileg is elismert filozófussá. Még ebben az évben, az 1968-as párizsi munkás-és diákfelkelések hatására szakít Althusser gondolataival, úgy véli ugyanis, hogy Althusser elmélete nem hagy elegendő teret az olyan spontán szerveződéseknek, mint amilyenek a felkelések.

## Művei
Rancière műveit számos nyelvre lefordították. Mi ezúttal csak a legfontosabbakat említjük, valamint feltüntetjük a magyarul is olvasható könyveit.
- Le concept de critique et la critique de l'économie politique dans les manuscrits de 1844 au Capital, a Lire "Le Capital" című könyvből, 1965. A Lire "Le Capital" könyv társszerzői: Louis Althusser, Étienne Balibar, Roger Establet és Pierre Macherey.
- La Nuit des prolétaires. Archives du rêve ouvrier, Fayard, 1981. (több utánkiadással)
- Le Philosophe et ses pauvres, Fayard, 1983. (számos utánkiadással)
- Le Maître ignorant : Cinq leçons sur l'émancipation intellectuelle, Fayard 1987.
- La Mésentente, Galilée, 1995
- Le Spectateur émancipé, La Fabrique, 2008
- Béla Tarr, le temps d'après; Capricci, Paris, 2011 (Actualité critique)
- "Ten Theses on Politics Theory & Event 2001

### Magyarul megjelent művei
- Esztétika és politika; utószó Slavoj Žižek, ford. Jancsó Júlia, Jean-Louis Pierson; Műcsarnok, Bp., 2009 (Elmegyakorlat, Műcsarnok-könyvek)
- A felszabadult néző; ford. Erhardt Miklós; Műcsarnok, Bp., 2011 (Elmegyakorlat, Műcsarnok-könyvek)
- Utóidő. Tarr Béla filmjeiről; ford. Sutyák Tibor; Műcsarnok, Bp., 2013 (Elmegyakorlat, Műcsarnok-könyvek)

## Interjúk, előadások, televíziós szereplések
- Jacques Rancière. "What Makes Images Unacceptable?" YouTube Pacific Northwest College of Art. Portland, Oregon, 2008.
- Jacques Rancière. "Nights of Labour." YouTube Sarai Centre for the Centre for the Study of Developing Societies (CSDS). 2009.
- Jacques Rancière. "Negation and Cinematic Vertigo." European Graduate School. 2009.
- Jaques Ranciére és Mikkel Bolt beszélgetése: The Hatred of Democracy.
- Marx Reloaded, Arte, 2011.

### Magyarul megjelent interjúk
- Három kérdés Jacques Rancière-hez

## Fordítás
- Ez a szócikk részben vagy egészben  a   Jacques Rancière című angol Wikipédia-szócikk ezen változatának fordításán alapul.  Az eredeti cikk szerkesztőit annak laptörténete sorolja fel. Ez a jelzés csupán a megfogalmazás eredetét és a szerzői jogokat jelzi, nem szolgál a cikkben szereplő információk forrásmegjelöléseként.
- Ez a szócikk részben vagy egészben  a   Jacques Rancière című francia Wikipédia-szócikk ezen változatának fordításán alapul.  Az eredeti cikk szerkesztőit annak laptörténete sorolja fel. Ez a jelzés csupán a megfogalmazás eredetét és a szerzői jogokat jelzi, nem szolgál a cikkben szereplő információk forrásmegjelöléseként.
- Ez a szócikk részben vagy egészben  a   Jacques Rancière című német Wikipédia-szócikk ezen változatának fordításán alapul.  Az eredeti cikk szerkesztőit annak laptörténete sorolja fel. Ez a jelzés csupán a megfogalmazás eredetét és a szerzői jogokat jelzi, nem szolgál a cikkben szereplő információk forrásmegjelöléseként.